# Poliommatinis
Els poliommatinis (Polyommatini) són una tribu de lepidòpters papilionoïdeus de la família dels licènids (Lycaenidae), subfamília Polyommatinae. La principal característica és el color blau que mostren els mascles a l'anvers alar, mentre que les femelles normalment són marrons.

## Llista de gèneres
- Actizera Chapman, 1910
- Aricia Reichenbach, 1817
- Azanus Moore, 1881
- Brephidium Scudder, 1876
- Cacyreus Butler, 1898
- Caleta Fruhstorfer, 1922
- Castalius Hübner, 1819
- Catochrysops Boisduval, 1832
- CelastrinaTutt, 1906
- Cosmolyce
- Cupido Schrank, 1801
- Cupidopsis Karsch, 1895
- Cyaniris
- Cyclargus Nabokov, 1945
- Danis Fabricius, 1807
- Echinargus Nabokov, 1945
- Eicochrysops Bethune-Baker, 1924
- Euchrysops Butler, 1900
- Euphilotes Mattoni, 1978
- Everes Hübner, 1819
- Famegana Eliot, 1973
- Glaucopsyche Scudder, 1872
- Hemiargus Hübner, 1818
- Iolana Bethune-Baker, 1914
- Jamides Hübner, 1819
- Lampides Hübner, 1819
- Leptotes Scudder, 1876
- Lycaenopsis C. et R. Felder, 1865
- Maculinea van Eecke, 1915
- Nabokovia Hemming, 1960
- Nacaduba Moore, 1881
- Petrelaea Toxopeus, 1929
- Philotes Scudder, 1876
- Philotiella Mattoni, 1978
- Pithecops Horsfield, 1828
- Plebejus Kluk, 1802
- Polyommatus Latreille, 1804
- Pseudochrysops
- Pseudolucia Nabokov, 1945
- Pseudozizeeria Beuret, 1955
- Pycnophallium
- Scolitantides Hübner, 1819
- Tarucus Moore, 1881
- Tuxentius Larsen, 1982
- Una de Nicéville, 1890
- Zintha Eliot, 1973
- Zizeeria Chapman, 1910
- Zizera
- Zizina Chapman, 1910
- Zizula Chapman 1910

Els següents gèneres encara no se sap amb certesa si es podrien incloure dins d'aquesta tribu:
- Albulina Tutt, 1909
- Chilades Moore, 1881
- Epimastidia
- Harpendyreus Heron, 1909
- Itylos Draudt, 1921
- Neopithecops Distant, 1884
- Nothodanis
- Orachrysops
- Palaeophilotes Forster, 1938
- Perpheres
- Pistoria
- Praephilotes Forster, 1938
- Pseudonacaduba Stempffer, 1942
- Pseudophilotes Beuret, 1958
- Sinocupido Lee, 1963
- Subsolanoides Koiwaya, 1989
- Tartesa
- Udara Toxopeus, 1928